# Hautecour, Savoie
Hautecour är en kommun i departementet Savoie i regionen Auvergne-Rhône-Alpes i sydöstra Frankrike. Kommunen ligger i kantonen Moûtiers som tillhör arrondissementet Albertville. År 2022 hade Hautecour 298 invånare.

## Befolkningsutveckling
Antalet invånare i kommunen Hautecour
| Referens: INSEE |